# Tuberoschistura baenzigeri
Tuberoschistura baenzigeri är en fiskart som först beskrevs av Kottelat, 1983.  Tuberoschistura baenzigeri ingår i släktet Tuberoschistura och familjen grönlingsfiskar. IUCN kategoriserar arten globalt som livskraftig. Inga underarter finns listade i Catalogue of Life.